# Ногаї
Ногаї — селище в Україні, у Приморській міській громаді Бердянського району Запорізької області. Населення становить 458 осіб.
Село тимчасово окуповане російськими військами 24 лютого 2022 року.

## Географія

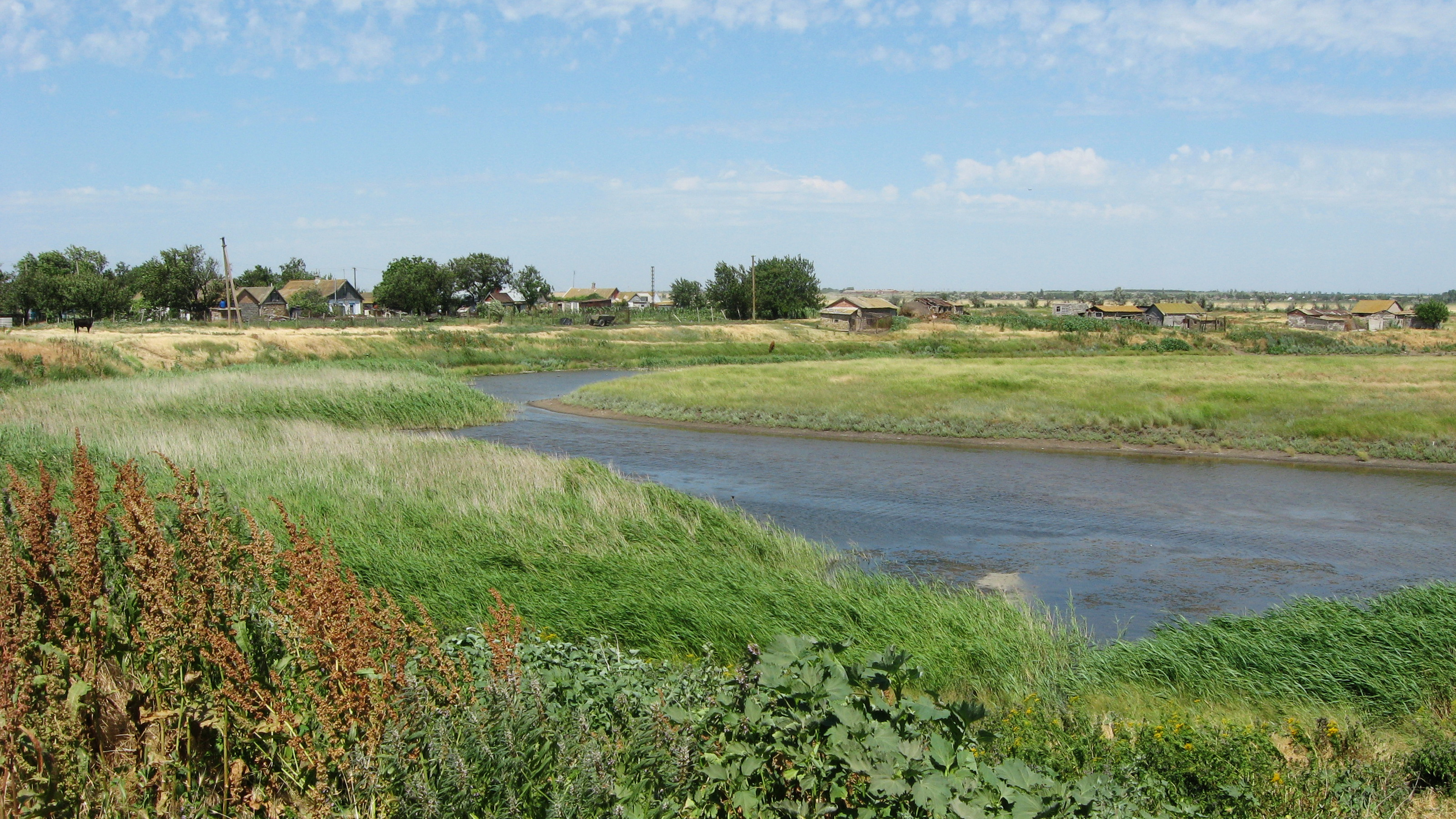
Річка Солона

Селище Ногаї розташоване біля витоків річки Солона, на відстані 3 км від Азовського моря.
Довжина р. Солона 8 км, площа басейну 22,6 км². Долина неглибока, розлога, переважно слабовиражена. Річище звивисте, в середній течії дуже звивисте; у верхів'ї пересихає (здебільшого відсутнє). Вона бере початок на північний схід від села. Тече на південний захід. Впадає до Азовського моря (в Обитічну затоку) біля західної околиці селища Набережне. У минулому річищем Солоної текла річка Обитічна. Після того як Обитічна змінила русло (нині вона тече північніше Солоної), старе русло не висохло, а перетворилось на самостійну річку.
Природні ландшафти поблизу села збереглись лише в долині р. Солона. Не зважаючи на інтенсивне господарське використання території, у долині річки на окремих ділянках збереглась комплесна заплавна рослинність. Тут зустрічається ряд раритетних видів та рослин і тварин, занесених до Червоної книги України та інших природоохоронних документів.
У заплаві річки гніздується, а в теплі зими зимує, значна кількість водоплавних і коловодних птахів. Уздовж долин річок Обитічна і Солона проходить потужний Південний міграційний шлях перелітних птахів і кажанів, які зупиняються на відпочинок не тільки по берегах річки, а  також у с. Подспор'є (у садах, на дахах будівель).

## Історія
12 червня 2020 року, відповідно до розпорядження Кабінету Міністрів України № 713-р «Про визначення адміністративних центрів та затвердження територій територіальних громад Запорізької області», увійшло до складу Приморської міської громади.
19 липня 2020 року, у результаті адміністративно-територіальної реформи та ліквідації  Приморського району увійшло до складу Бердянського району.
22 червня 2023 року рішенням Національної комісії зі стандартів державної мови віднесено до списку населених пунктів, які «можуть не відповідати лексичним нормам української мови», зокрема стосуватися «російської імперської чи колоніальної політики». Громаді рекомендовано запропонувати нову назву в установленому законодавством порядку.
5 червня 2025 року Постановою Верховної Ради України №4483-ІХ «Про перейменування окремих населених пунктів, назви яких містять символіку російської імперської політики або не відповідають стандартам державної мови» селище Подспор'є перейменовано на Ногаї. 

## Економіка
- Кілька фермерських господарств.

## Об'єкти соціальної сфери
- Клуб.